# 엘도라도군

엘도라도군 또는 엘도라도 카운티(El Dorado County)는 미국 캘리포니아주에 위치한 군이다. 2010년 기준으로 이 지역의 인구 수는 총 181,058명이다. 2019년 추산으로 이 지역의 총 인구 수는 192,843명이다. 엘도라도군에 있는 콜로마(Coloma)에서 금이 발견된 일은 캘리포니아 골드 러시로 이어졌다. 카운티청 소재지는 플레이서빌이다.

## 인구
| 인구조사                                                      | 인구    | Note  | %±     |
| ------------------------------------------------------------- | ------- | ----- | ------ |
| 1850년                                                        | 20,057  |       | —      |
| 1860년                                                        | 20,562  |       | 2.5%   |
| 1870년                                                        | 10,309  |       | −49.9% |
| 1880년                                                        | 10,683  |       | 3.6%   |
| 1890년                                                        | 9,232   |       | −13.6% |
| 1900년                                                        | 8,986   |       | −2.7%  |
| 1910년                                                        | 7,492   |       | −16.6% |
| 1920년                                                        | 6,426   |       | −14.2% |
| 1930년                                                        | 8,325   |       | 29.6%  |
| 1940년                                                        | 13,229  |       | 58.9%  |
| 1950년                                                        | 16,207  |       | 22.5%  |
| 1960년                                                        | 29,390  |       | 81.3%  |
| 1970년                                                        | 43,833  |       | 49.1%  |
| 1980년                                                        | 85,812  |       | 95.8%  |
| 1990년                                                        | 125,955 |       | 46.8%  |
| 2000년                                                        | 156,299 |       | 24.1%  |
| 2010년                                                        | 181,058 |       | 15.8%  |
| 2019 (추산)                                                   | 192,843 | [ 1 ] | 6.5%   |
| U.S. Decennial Census 1790–1960 1900–1990 1990–2000 2010–2015 |         |       |        |